# Reina Mishima
 (juin 2025).
La mise en forme du texte ne suit pas les recommandations de Wikipédia : il faut le « wikifier ».
Les points d'amélioration suivants sont les cas les plus fréquents. Le détail des points à revoir est peut-être précisé sur la page de discussion.
- Les titres sont pré-formatés par le logiciel. Ils ne sont ni en capitales, ni en gras.
- Le texte ne doit pas être écrit en capitales (les noms de famille non plus), ni en gras, ni en italique, ni en « petit »…
- Le gras n'est utilisé que pour surligner le titre de l'article dans l'introduction, une seule fois.
- L'italique est rarement utilisé : mots en langue étrangère, titres d'œuvres, noms de bateaux, etc.
- Les citations ne sont pas en italique mais en corps de texte normal. Elles sont entourées par des guillemets français : « et ».
- Les listes à puces sont à éviter, des paragraphes rédigés étant largement préférés. Les tableaux sont à réserver à la présentation de données structurées (résultats, etc.).
- Les appels de note de bas de page (petits chiffres en exposant, introduits par l'outil «  Source ») sont à placer entre la fin de phrase et le point final[comme ça].
- Les liens internes (vers d'autres articles de Wikipédia) sont à choisir avec parcimonie. Créez des liens vers des articles approfondissant le sujet. Les termes génériques sans rapport avec le sujet sont à éviter, ainsi que les répétitions de liens vers un même terme.
- Les liens externes sont à placer uniquement dans une section « Liens externes », à la fin de l'article. Ces liens sont à choisir avec parcimonie suivant les règles définies. Si un lien sert de source à l'article, son insertion dans le texte est à faire par les notes de bas de page.
- La présentation des références doit suivre les conventions bibliographiques. Il est recommandé d'utiliser les modèles {{Ouvrage}}, {{Chapitre}}, {{Article}}, {{Lien web}} et/ou {{Bibliographie}}. Le mode d'édition visuel peut mettre en forme automatiquement les références.
- Insérer une infobox (cadre d'informations à droite) n'est pas obligatoire pour parachever la mise en page.

Pour une aide détaillée, merci de consulter Aide:Wikification.
Si vous pensez que ces points ont été résolus, vous pouvez retirer ce bandeau et améliorer la mise en forme d'un autre article.
Pour les articles homonymes, voir Reina (homonymie) et Mishima.
Reina (麗奈, Reina) est un personnage de la série de jeux vidéo Tekken. Elle fait sa première apparition jouable dans Tekken 8. Arrogante et dominatrice, Reina pratique un style de combat mêlant le Taï-do au karaté de style Mishima, avec des techniques rappelant celles de Heihachi Mishima, son père.

## Biographie

### Personnalité
Reina est une jeune femme énigmatique et confiante, qui n'hésite pas à provoquer et humilier ses adversaires. Elle se distingue par une dualité intrigante, mêlant un charisme sombre à une apparence soignée et à la mode. Cette ambivalence se reflète dans sa personnalité, ses techniques de combat ainsi que dans ses interactions avec d'autres personnages.

### Apparence
Reina est d'origine japonaise. Elle a des yeux en amande de couleur lavande, soulignés par un maquillage subtil, incluant un trait fin d'eyeliner et un fard à paupières discret. Sa coiffure est un carré court dégradé avec une frange latérale, et des mèches couvrant partiellement son front. Ses cheveux noirs présentent des pointes teintées en bleu saphir et violet.
Son âge est inconnu, mais elle est plus jeune que Jin Kazama.

### Histoire

#### Biographie officielle japonaise
Reina est une mystérieuse jeune fille qui subjugue ses adversaires avec des techniques rapides comme l'éclair.
Hormis le fait qu'elle est étudiante à la Mishima Polytechnical School, tout le reste la concernant est enveloppé de mystère.

#### Biographie officielle française (Bandai Namco Entertainment)
Découvrez Reina, la mystérieuse combattante qui déchaîne des coups aussi rapides que l'éclair pour accabler n'importe quel adversaire assez fou pour se dresser sur son chemin.
Hormis le fait qu'elle étudie à l'École polytechnique Mishima, l'existence entière de Reina est entourée de mystère.

#### Prologue du modeÉpisodes de personnages
Reina, la fille secrète d'Heihachi Mishima, est allée à l'École polytechnique Mishima.
Elle adorait son père et le considérait comme un modèle à suivre. Mais après son combat contre Kazuya Mishima, Heihachi a disparu.
La Mishima Zaibatsu, désormais sans président, a organisé un nouveau King of Iron Fist Tournament pour désigner un nouveau leader.
Reina a décidé de participer au tournoi pour s'emparer de la Mishima Zaibatsu et suivre la voie tracée par son père.
Je vous le promets, Père. Je m'emparerai de la Mishima Zaibatsu.

## Processus de création
Reina a été conçue lors du développement de Tekken 7, environ dix ans avant Tekken 8, où elle joue un rôle central.
Kohei Ikeda, directeur de Tekken 8, a indiqué que l'équipe de développement était impatiente de retravailler avec Mari Shimazaki, déjà connue pour avoir créé Kazumi Mishima et Josie Rizal dans Tekken 7. Shimazaki a pris en charge le design de Reina dès les premières étapes, devant créer un personnage d'artiste martial crédible, combinant le taidō et le karaté Mishima, tout en incarnant une jeune femme mystérieuse et complexe.
Grâce aux propositions de Shimazaki, les grandes lignes de Reina furent définies très tôt. Lors de la modélisation 3D, l'équipe s'est efforcée d'intégrer des éléments reflétant son passé caché et sa dualité, tout en veillant à un design esthétique.

### Style de combat
Pour Reina, la dualité est au cœur de son style. Pour équilibrer le puissant karaté Mishima, le taidō a été choisi comme second style. Ce dernier se caractérise par des mouvements gracieux et rapides, avec des attaques vives et agiles.
Les développeurs ont collaboré avec Tetsuji Nakano, quadruple champion du monde de taidō, pour concevoir les techniques de Reina. Nakano, expert en taidō et autres arts martiaux, a aidé à affiner les mouvements brutaux et caractéristiques de Reina, renforçant ainsi son identité dans le jeu.

## Jeux vidéo

### Tekken 8
Reina fait sa première apparition dans Tekken 8, sorti le 26 janvier 2024,,,,.
Son existence a été leakée en avril 2023 sur 4chan. Elle a été aperçue sur une photo de sélection de personnages publiée sur les réseaux sociaux le 3 août 2023. Reina a été teasée dans un trailer le 31 octobre 2023, avant d'être officiellement dévoilée le 13 novembre 2023 lors d'un showcase de l'EVO Tekken 8.

## Le saviez-vous?
- Le prénom Reina est formé des kanjis rei (麗), signifiant « charmant », « beau », « gracieux », « resplendissant », et na (奈), fréquemment utilisé dans les prénoms féminins pour sa sonorité.
- Le design de Reina a été réalisé par l'artiste Mari Shimazaki, célèbre pour Bayonetta. Elle est aussi la créatrice des personnages Kazumi Mishima et Josie Rizal pour Tekken 7.
- La doubleuse japonaise de Reina, Asami Seto, a également prêté sa voix à Lili dans Street Fighter X Tekken.

### Relations avec les personnages
- Reina se présente comme la fille de Heihachi Mishima.
  - Elle lui a fait une promesse dont la teneur demeure inconnue.
- Éventuelle demi-sœur de Kazuya Mishima.
- Éventuelle tante de Jin Kazama.
  - Elle lui porte un intérêt particulier et souhaite le combattre[9].
  - Bien qu'elle l'appelle « Jin-senpai », il ne la connaît pas et s'interroge sur son identité.
- Semble connaître Jun Kazama.
- Semble connaître Kuma.